# Тянь Ган
Тянь Ган (кит. упр. 田刚, пиньинь Tián Gāng, род.24 ноября 1958) — китайский математик, лауреат премий.

## Биография
Родился в 1958 году в Нанкине. В 1982 году закончил Нанкинский университет, в 1984 году получил степень магистра Пекинского университета. В 1988 году получил степень Ph.D. в Гарвардском университете в США, где его научным руководителем был Яу Шинтун.
Входил в состав комитета по рекомендации номинантов на Абелевскую премию.
В феврале 2017 года стал вице-президентом Пекинского университета.

## Научный вклад
В 2006 году был в числе тех, кто осуществил проверку доказательства гипотезы Пуанкаре, сделанного Григорием Перельманом.

## Награды
- Премия Алана Уотермана (1994)
- Премия Веблена по геометрии (1996)
- Академик Китайской академии наук (2001)
- Академик Американской академии искусств и наук (2004)